# Менеджер вікон X Window System
Ме́неджер ві́кон X Window System — застосунки, що працюють «поверх» X Window System і визначають інтерфейс і взаємодію з користувачем. У Unix-подібних операційних системах користувач може вибрати будь-який віконний менеджер на свій смак.
Менеджери вікон можуть відрізнятися за такими показниками, як:
- Можливості налаштування зовнішнього вигляду і функціональності.
  - способи запуску різноманітних програм;
  - засоби налаштування і керування оточенням;
  - наявність і взаємодія з кількома робочими або віртуальними столами.
- Вимоги до оперативної пам'яті та інших ресурсів комп'ютера.
- Ступінь інтеграції із середовищем робочого столу, що надає повніший набір засобів для взаємодії з операційним середовищем і різноманітними користувацькими програмами.

## Найвідоміші менеджери вікон X Window System
- AfterStep
- Awesome
- Blackbox (мінімалістичний)
- Compiz
- evilwm
- Enlightenment (найбільш схожий на середовище робочого столу)
- Fluxbox (легкий, заснований на Blackbox)
- FVWM
- I3
- IceWM
- Ion
- KWin (раніше називався KWM, використовується в KDE)
- Metacity
- Mutter (використовується в GNOME 3)
- MWM (Motif Window Manager)
- Openbox (заснований на Blackbox, використовується в LXDE)
- Ratpoison - GNU screen для X Window System
- Sawfish (раніше називався Sawmill і використовувався в GNOME)
- twm
- Window Maker
- Xfwm4 (віконний менеджер Xfce)
- Xmonad
- JWM (Joe’s Windows Manager)